# The Bitch Is Back
Albums de Roxanne Shanté
Bad Sister
(1989)
The Bitch Is Back est le deuxième et dernier album studio de Roxanne Shanté, sorti le 6 octobre 1992.

## Liste des titres
| No  | Titre                                                                            | Contient un (des) sample(s) de | Durée |
| --- | -------------------------------------------------------------------------------- | --- | ----- |
| 1.  | Intro (Produit par Mister Cee)                                                   | | 4:09  |
| 2.  | Deadly Rhymes (featuring Kool G Rap – Produit par Kool G Rap et Large Professor) | Buck and the Preacher de The New Birth | 2:57  |
| 3.  | Big Mama (Produit par Kay Cee et Grand Daddy I.U.)                               | Spread Love (Remix) de The 45 King and Take 6 Have a Nice Day de Roxanne Shanté I Know You Got Soul de Bobby Byrd Funky Drummer de James Brown | 5:15  |
| 4.  | Trick or Treat (Produit par Kool G Rap)                                          | More Bounce to the Ounce de Zapp | 3:17  |
| 5.  | Gotta Be Free (Produit par Grandmaster Flash)                                    | Free de Deniece Williams | 4:25  |
| 6.  | Dance to This (featuring Biz Markie – Produit par Kay Cee et Grand Daddy I.U.)   | | 4:40  |
| 7.  | Yes, Yes, Y'all (Produit par Mister Cee)                                         | Rebel Without a Pause de Public Enemy It's Funky Enough de The D.O.C.                                                                          | 4:30  |
| 8.  | Straight Razor (Produit par Trackmasters)                                        | | 4:13  |
| 9.  | Shanté Gets Wicked (Produit par Mister Cee)                                      | Think (About It) de Lyn Collins Welcome to the Terrordome de Public Enemy Have a Nice Day de Roxanne Shanté                                    | 4:34  |
| 10. | Brothers Ain't Shit (Produit par Kool G Rap et Large Professor)                  | | 4:55  |